# Saurina d'Entença i de Montcada
Saurina d'Entença i de Montcada (segle XIII - 1325) va ser una noble del llinatge dels Entença, filla del comte Berenguer V d'Entença i de Galbors de Montcada. Està documentada la seva estada, juntament amb la seva mare, al castell de Móra, propietat dels Entença. Es casà en segones núpcies amb l'almirall Roger de Llúria el 1291. Vídua el 1305, volgué (1306) que el seu parent Gombau d'Entença, procurador general de València, fos tutor dels seus fills.
Per afers relatius al seu fill Rogeró, anà a la cort pontifícia el 1319. Pledejà amb els homes de Penàguila per raó dels termes del castell de Seta el 1323, i també sobre termes, amb Ponç Guillem de Vilafranca el 1324. Les possessions del castell li foren reconegudes pel rei Jaume el Just l'any 1325 i també la vall de Seta, Calp, Altea, el Puig, la vall de Travadell, i diverses cases i heretats a Gandia, Dénia, etc. Va fundar el monestir de clarisses de Xàtiva i va disposar l'edificació d'un monestir de menoresses també a Xàtiva, on volia que l'enterraren.